# Mausolée de Galla Placidia
Le mausolée de Galla Placidia est un monument de style paléochrétien construit dans la première moitié du Ve siècle à Ravenne en Italie. Ce monument a une notoriété mondiale en raison de ses somptueuses mosaïques, qui sont parmi les plus anciennes conservées dans cette ville et qui marquent le début de la transition entre l'art paléochrétien et l'art byzantin. 
Le mausolée est l'un des huit sites de Ravenne inscrits au patrimoine mondial de l'UNESCO en 1996.

## Historique

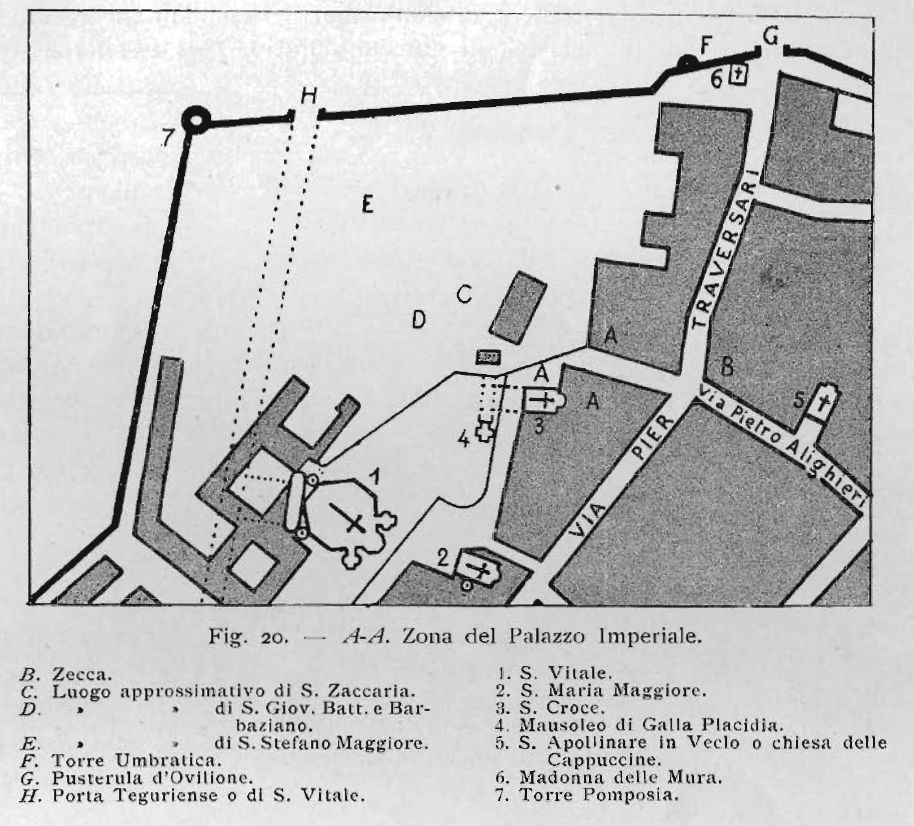
Carte de la partie impériale de Ravenne par Corrado Ricci

La construction du mausolée fut décidée par l'impératrice Galla Placidia vers 430. Dans un premier temps, l'ensemble constitué par ce qui deviendra le mausolée était un oratoire dédié à saint Laurent, martyrisé par les Romains et selon la légende brûlé sur le Gril Ardent. Un passage couvert, aujourd'hui disparu, reliait le mausolée à l'Église Santa Croce (Ravenne) (it). Galla Placidia meurt à Rome, le 27 novembre 450 et fut très probablement ensevelie dans la rotonde Sainte-Pétronille attenante à la basilique Saint-Pierre de Rome où est enterrée la famille théodosienne et non dans son mausolée de Ravenne. Cette confusion vient probablement du fait que se trouvent trois importants sarcophages dans le mausolée, longtemps considérés comme la tombe de Galla Placidia, mais en réalité introduits dans le lieu au XIVe siècle sous le ministère de l'évêque Renaud de Concoregio.

## Description
Le mausolée est un petit bâtiment simple et modeste, de 12,75 × 10,25 m, construit en forme de croix grecque avec une structure centrale, des enfilades d'arcades, et des façades de maçonnerie faites de grosses et longues briques. Il fut en réalité utilisé comme oratoire à l'époque paléochrétienne et dédié à saint Laurent, comme le prouvent les mosaïques de la lunette du fond de la chapelle représentant le martyr et son gril. Les côtés de la façade sont ornés de pilastres reposant sur un socle devenu invisible par suite de l'affaissement de l'édifice de 1,50 m au cours du temps. La chapelle est éclairée par quatorze petites ouvertures, ornées de plaques d'albâtre offertes par Victor-Emmanuel III en 1908, qui diffusent une lumière particulière, rajoutant au mysticisme du lieu.

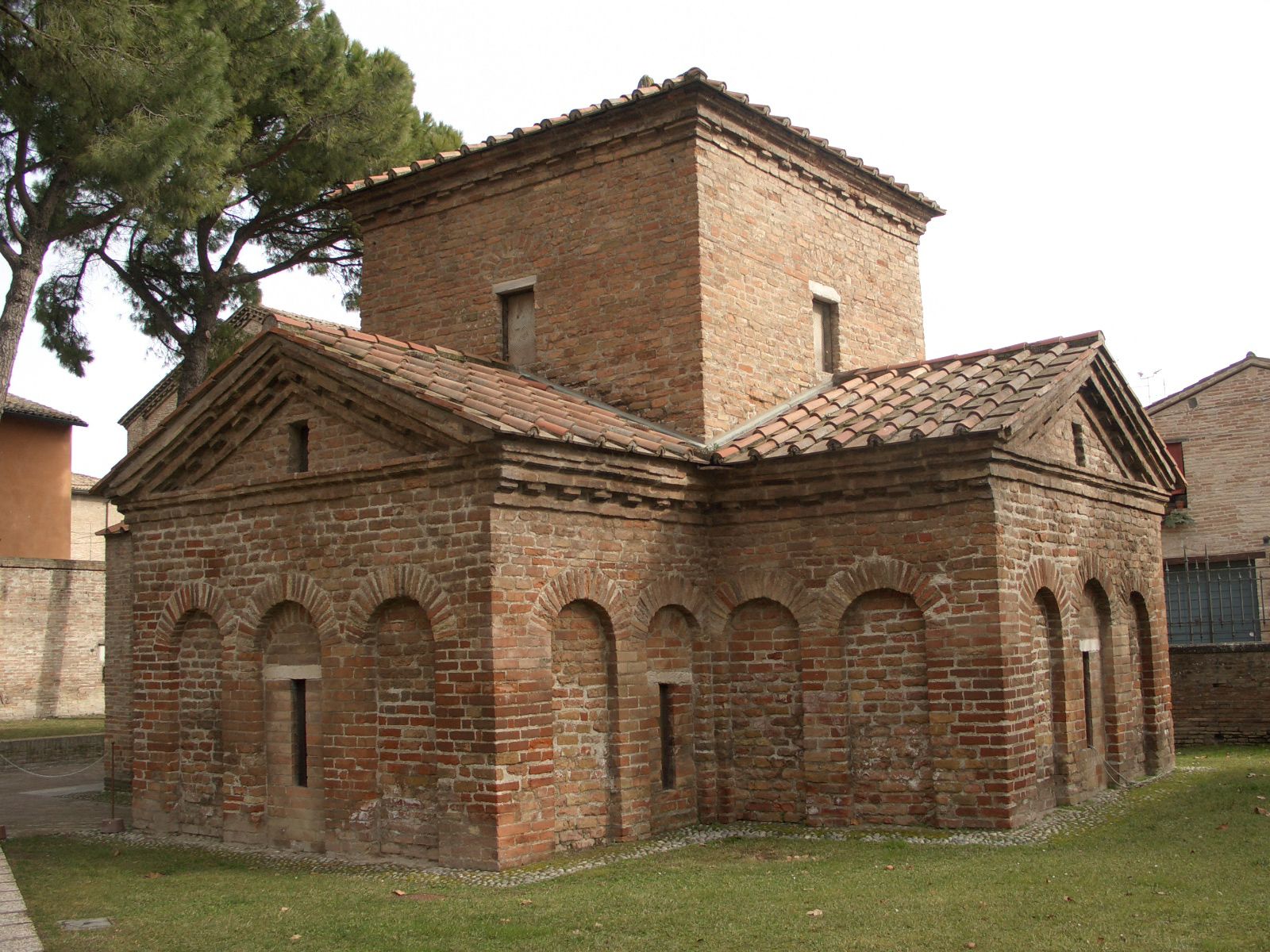
Vue extérieure du bâtiment.

### Mosaïques
L'extérieur épuré contraste avec un intérieur riche de mosaïques exceptionnelles.
Sur la voûte, la croix en mosaïque, accompagnée du chrisme (monogramme du Christ), brille sur un ciel étoilé, entourés du Tétramorphe, le symbole des quatre Évangélistes. Cette croix est un signe de la victoire de l'empereur Constantin, à la suite de laquelle il s'est converti au christianisme.

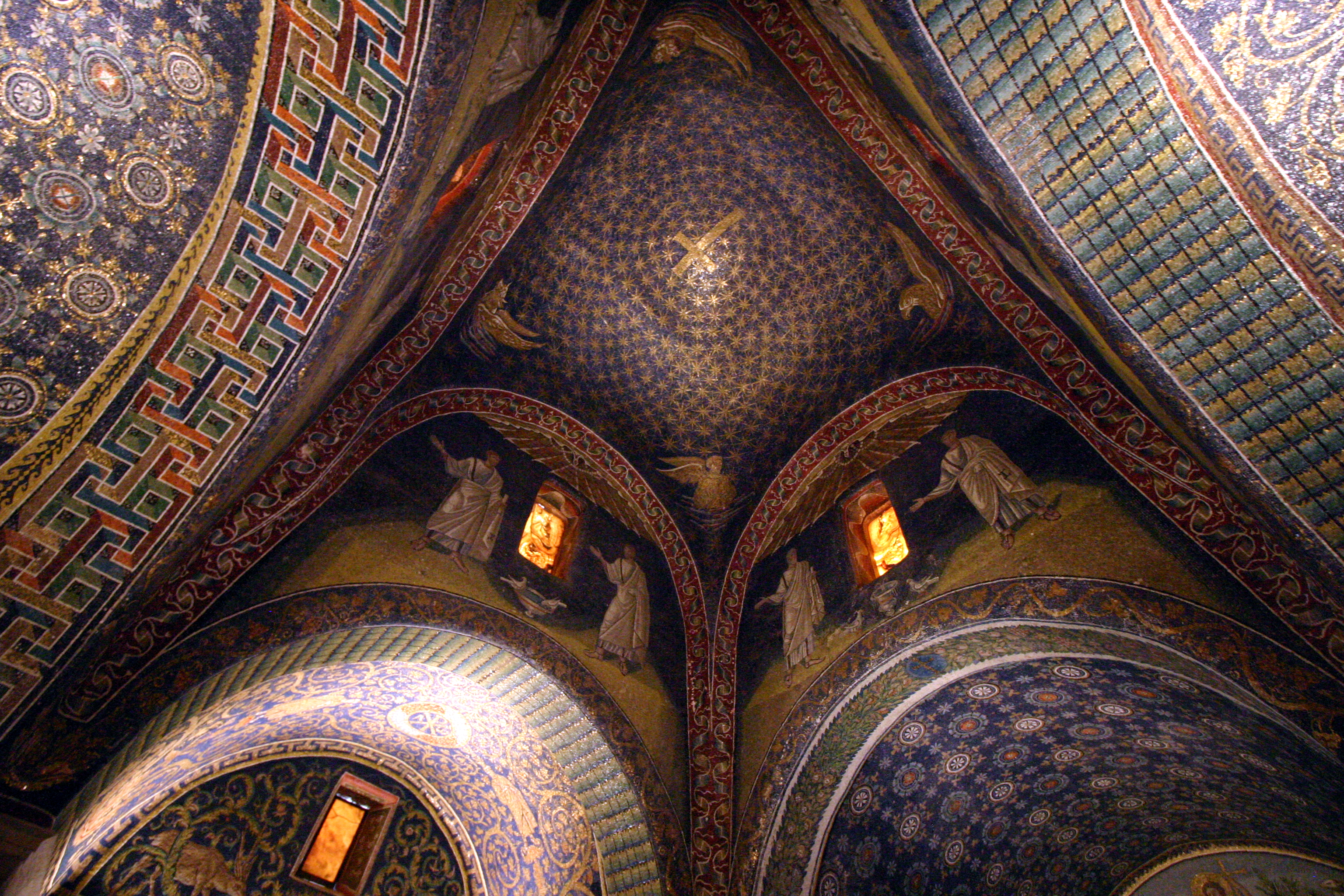
Coupole centrale.
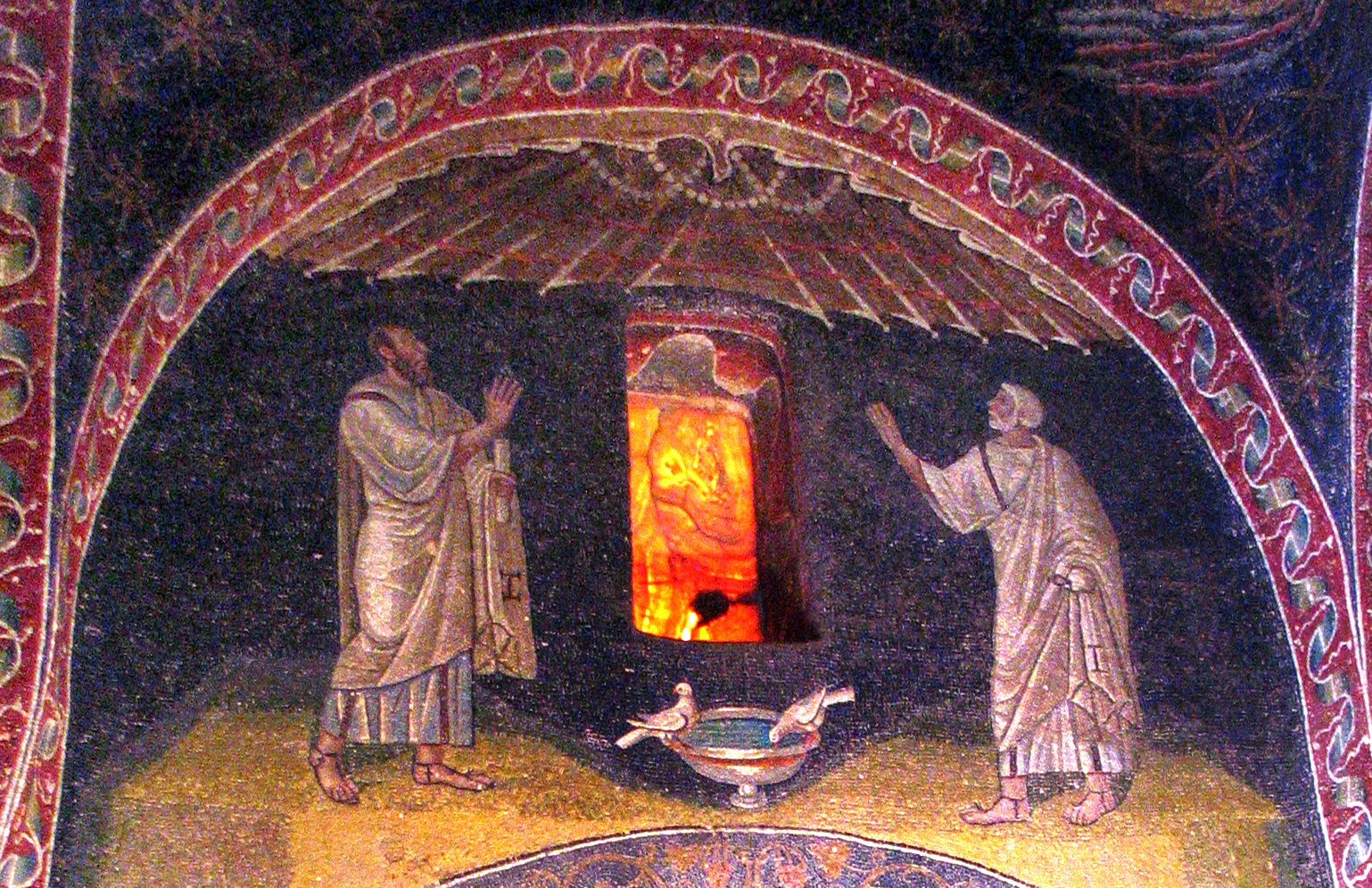
Saint Paul et saint Pierre.
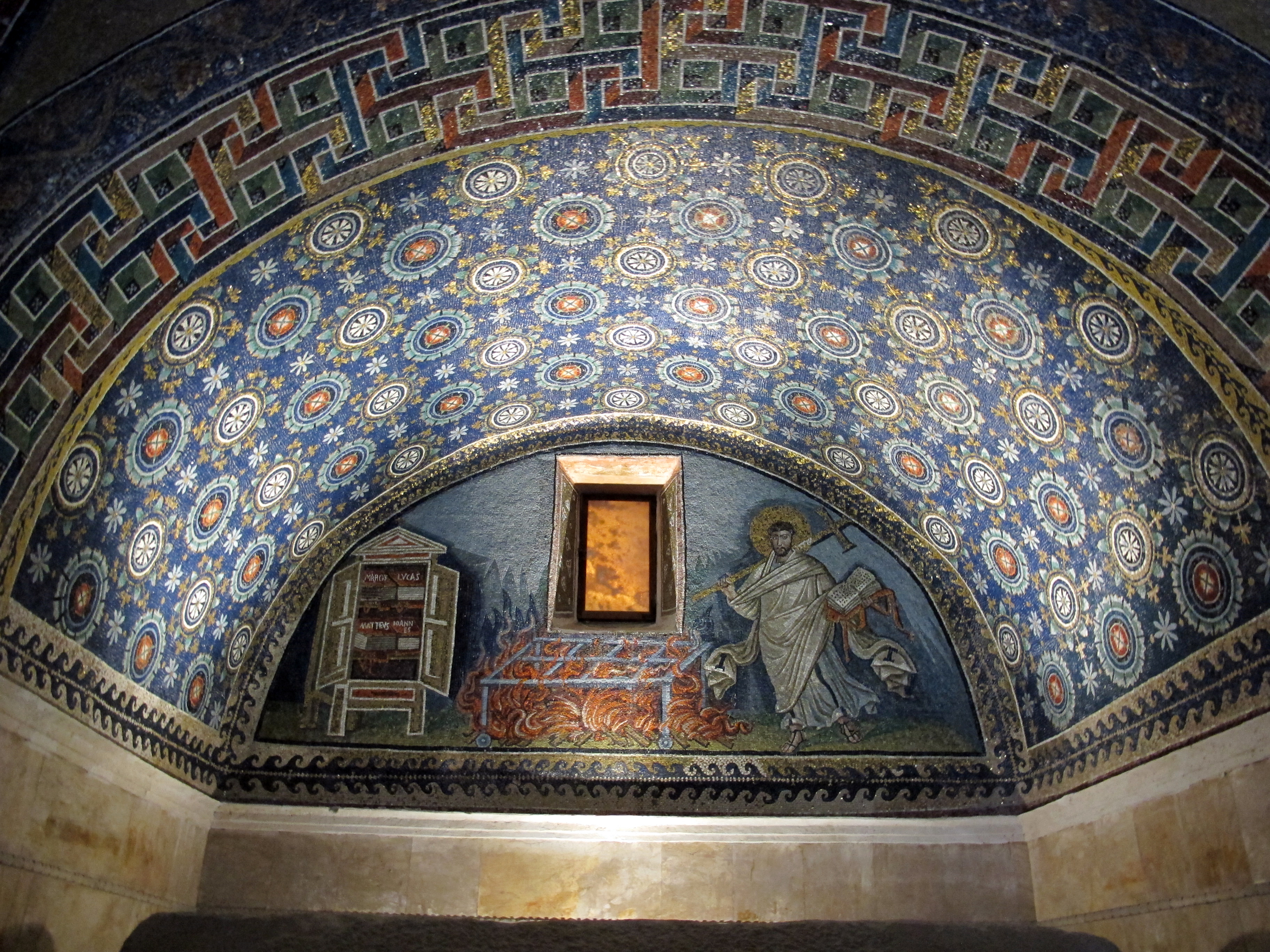
Le Martyre de saint Laurent
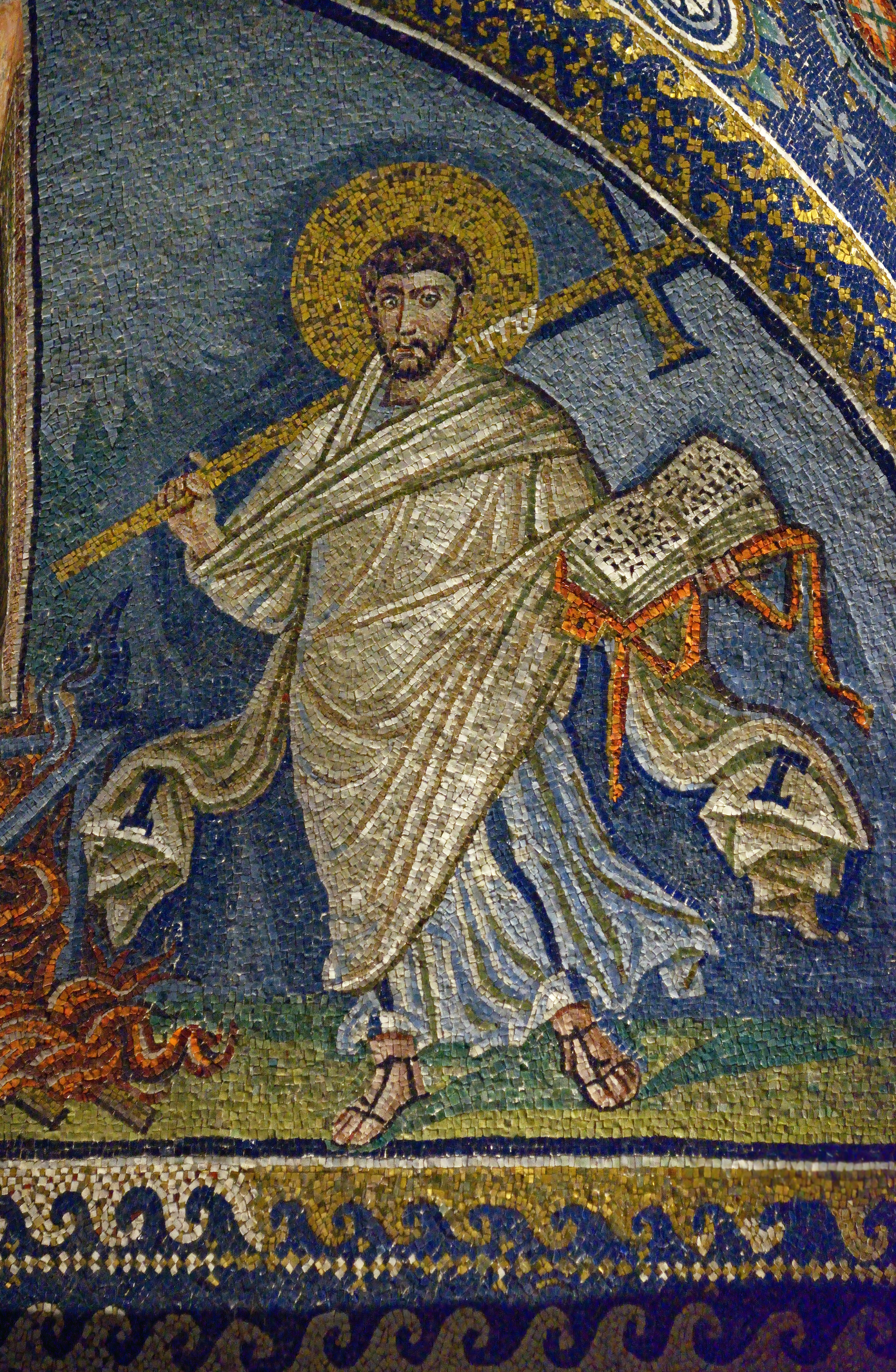
saint Laurent
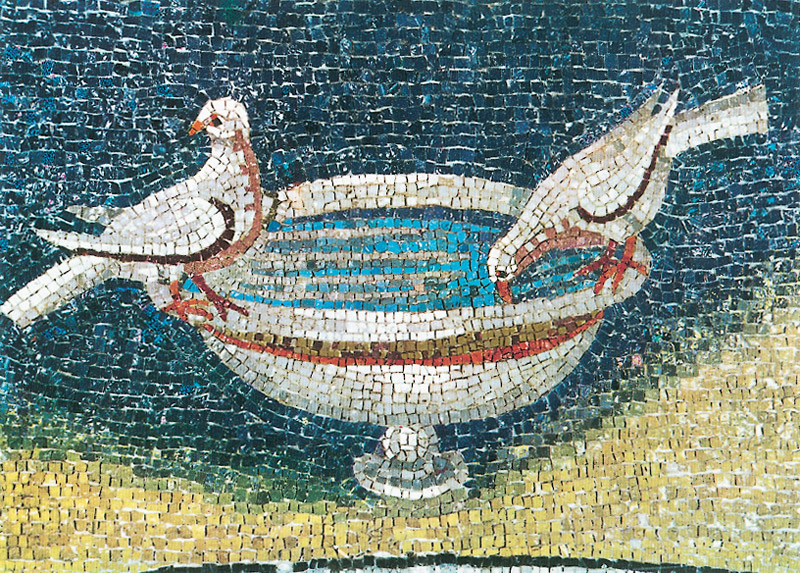
Colombes s'abreuvant, symbole du baptême.
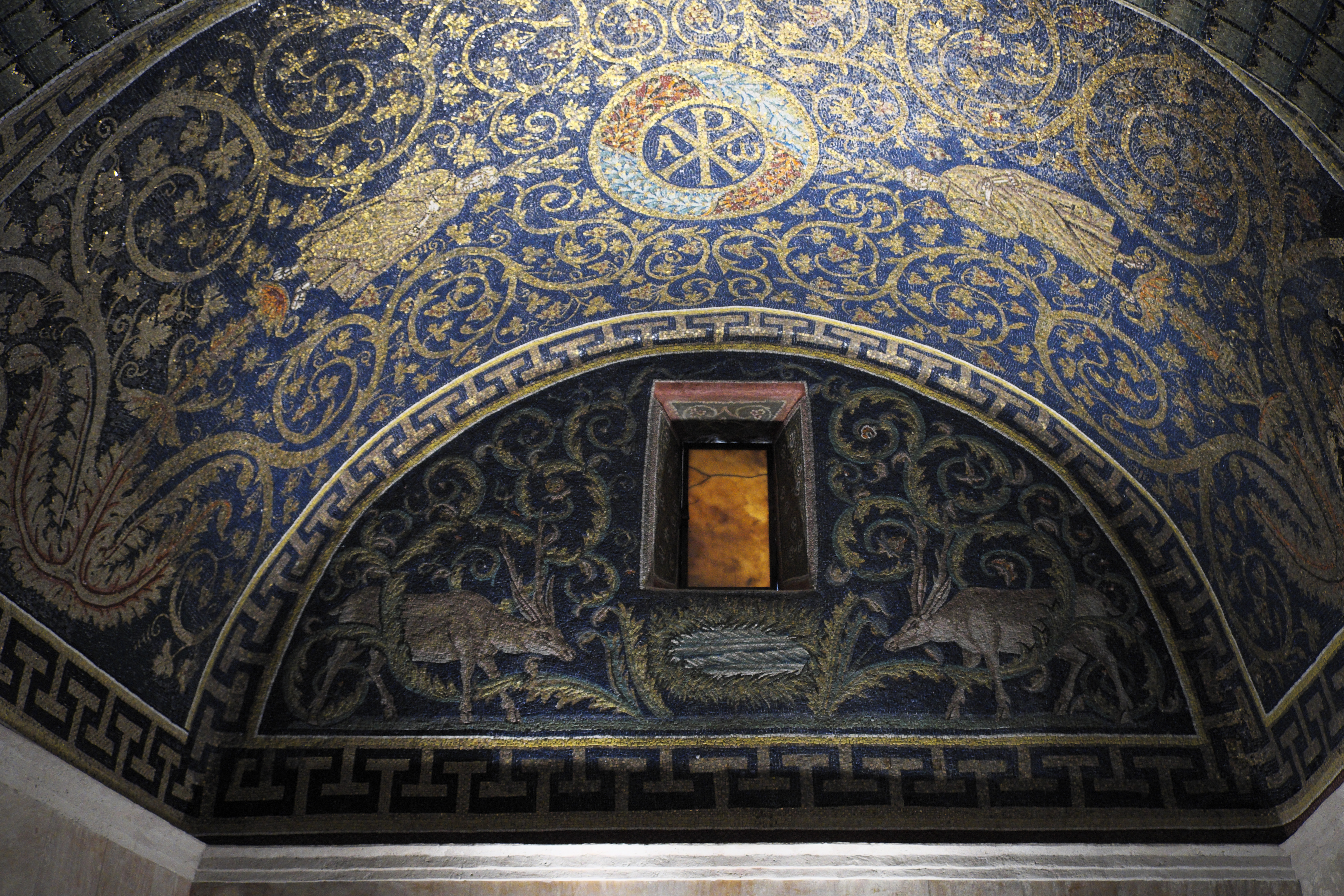
Cerfs venant boire à la source de vie dans un croisillon.

## Le mausolée en littérature
- Deux strophes du poème Ravenne (Mai–Juin 1909) d'Alexander Blok parle de sa tombe.
- Ezra Pound parle de son mausolée comme d'un exemple de l'âge d'or passé dans le Canto XXI.
- Louis Zukofsky dans son poème Quatre autres pays, parle du mausolée de Galla Placidia.
- Carl Jung parle de sa tombe dans son autobiographie Mémoires, Rêves, Réflexions dans le chapitre IX, dans la section Ravenne et Rome.
- Johannes Itten parle de « l'étrange atmosphère lumineuse de gris coloré »[4] présente dans le mausolée dans sa théorie des couleurs.